# Live in Finland
Live in Finland – album koncertowy fińskiej grupy muzycznej Sonata Arctica. Ukazał się 11 listopada 2011 nakładem Nuclear Blast. Album został wydany w wersjach CD oraz DVD+CD. Materiał zarejestrowano podczas koncertu w klubie "Teatria" w fińskim Oulu, stanowiącego podsumowanie trasy koncertowej "The Days of Grays". Oprawę graficzną zaprojektował Xabier Loebl.

## Lista utworów
Opracowano na podstawie materiału źródłowego.

### Płyta DVD
1. "Intro (Everything Fades to Gray)"
2. "Flag in the Ground"
3. "Last Amazing Grays"
4. "Juliet"
5. "Replica"
6. "Blank File"
7. "As If the World Wasn't Ending"
8. "Paid in Full"
9. "Victoria's Secret"
10. "Instrumental Exhibition"
11. "The Misery"
12. "In Black & White"
13. "Letter to Dana"
14. "Caleb"
15. "Don't Say a Word"
16. "Outro (Vodka/Everything Fades to Gray)"

### Płyta CD
1. "Intro (Everything Fades to Gray)"
2. "Flag in the Ground"
3. "Last Amazing Grays"
4. "Juliet"
5. "Replica"
6. "Blank File"
7. "As If the World Wasn't Ending"
8. "Paid in Full"
9. "Victoria's Secret"
10. "Instrumental Exhibition"
11. "The Misery"
12. "Fullmoon"
13. "In Black & White"
14. "Mary-Lou"
15. "Shy"
16. "Letter to Dana"
17. "Caleb"
18. "Don't Say a Word"
19. "Outro (Vodka/Everything Fades to Gray)"

### Bonus DVD
- Sonata Arctica Open Air II

1. White Pearl, Black Oceans
2. Draw Me
3. In Black & White
4. Don't Say a Word

- Acoustic Live at Alcatraz, Milano

1. Mary-Lou
2. Shy
3. Letter to Dana

- Making-of "Live in Finland"
- Making-of "Flag in the Ground"
- Latin-American Tour Documentary
- Made in Finland - Tour Documentary
- Photo Galleries
- Flag in the Ground - Cover contest
- Music videos

1. Don't Say a Word
2. Paid in Full
3. Flag in the Ground

### Bonus CD
(w wersji DVD+CD)
- Sonata Arctica Open Air II

1. Paid in Full
2. 8th Commandment
3. Replica
4. Tallulah
5. Caleb
6. White Pearl, Black Oceans
7. Draw Me
8. Fullmoon

## Twórcy
Skład zespołu
- Tony Kakko - wokal prowadzący
- Elias Viljanen - gitary, wokal wspierający
- Henrik Klingenberg - instrumenty klawiszowe, wokal wspierający
- Marko Paasikoski - gitara basowa, wokal wspierający
- Tommy Portimo - perkusja

Współpracownicy
- Xabier Loebl - projekt oprawy graficznej